# ليبيتوزوماب
ليبيتوزوماب جسم مضاد وحيد النسيلة كريين مناعي ج مأنسن يستخدم لعلاج سرطان القولون، طورته إميونومدكس (Immunomedics, Inc.) ويسوق تحت اسم تجاري هو CEA-CIDE.